# Kabinett Beck IV
Mit dem Begriff Kabinett Beck IV wird die vom 18. Mai 2006 bis zum 18. Mai 2011 amtierende Landesregierung von Rheinland-Pfalz bezeichnet. Es war das 21. Kabinett von Rheinland-Pfalz.

## Minister
| Amt | Name                                                                         | Partei | Partei | Staatssekretäre                    |
| --- | ---------------------------------------------------------------------------- | ------ | --- | ---------------------------------- |
| Ministerpräsident | Kurt Beck                                                                    |        | SPD | Martin Stadelmaier Karl-Heinz Klär |
| Stellvertreter des Ministerpräsidenten                                                                                                  | Jürgen Zöllner bis 20. November 2006 Karl Peter Bruch seit 21. November 2006 | SPD    | – |                                    |
| Wirtschaft, Verkehr, Landwirtschaft und Weinbau                                                                                         | Hendrik Hering                                                               | SPD    | Carsten Kühl bis 7. Juli 2009 Alexander Schweitzer seit 7. Juli 2009 Siegfried Englert |                                    |
| Inneres und Sport | Karl Peter Bruch                                                             | SPD    | Roger Lewentz |                                    |
| Finanzen | Ingolf Deubel bis 7. Juli 2009 Carsten Kühl seit 7. Juli 2009                | SPD    | Rüdiger Messal bis 17. August 2010 Salvatore Barbaro seit 17. August 2010 |                                    |
| Justiz | Heinz Georg Bamberger                                                        | SPD    | Beate Reich |                                    |
| Arbeit, Soziales, Familie und Gesundheit bis 20. November 2006 Arbeit, Soziales, Gesundheit, Familien und Frauen seit 21. November 2006 | Malu Dreyer                                                                  | SPD    | Richard Auernheimer Christoph Habermann seit 1. August 2007 |                                    |
| Bildung, Frauen und Jugend bis 20. November 2006 Bildung, Wissenschaft, Jugend und Kultur seit 21. November 2006                        | Doris Ahnen                                                                  | SPD    | Michael Ebling Dorothee Dzwonnek 21. November 2006 bis 31. August 2007 Vera Reiß seit 1. September 2007 Joachim Hofmann-Göttig 21. November 2006 bis 30. April 2010 Walter Schumacher seit 1. Mai 2010 |                                    |
| Wissenschaft, Weiterbildung, Forschung und Kultur bis 20. November 2006                                                                 | Jürgen Zöllner                                                               | SPD    | Dorothee Dzwonnek Joachim Hofmann-Göttig |                                    |
| Umwelt, Forsten und Verbraucherschutz                                                                                                   | Margit Conrad                                                                | SPD    | Jacqueline Kraege |                                    |